# Đỗ Nhật Nam
Đỗ Nhật Nam (sinh ngày 1 tháng 5 năm 2001) là một nghiên cứu sinh người Việt Nam. Khi anh ở tuổi thiếu niên, nhiều tờ báo ca ngợi anh như là "một người trẻ tài năng", "một thần đồng". Ngoài ra, anh cũng là một người viết sách và một dịch giả. Hiện anh có dự định theo đuổi ngành âm nhạc.

## Tiểu sử
Năm 7 tuổi, Đỗ Nhật Nam được trao kỷ lục dịch giả nhỏ tuổi nhất Việt Nam: anh là dịch giả của hai cuốn sách Nạp điện và Câu chuyện của ngày và đêm. Năm 11 tuổi anh đã viết tự truyện song ngữ Tớ đã học tiếng Anh như thế nào? và là tổng biên tập một tờ báo dành cho tuổi teen. Năm 2014, anh nhận giải Đại sứ truyền cảm hứng của WeChoice Awards. Cùng năm, anh đi du học Hoa Kỳ tại trường St. Paul The Apostle. Năm 2016, bài thơ anh viết tặng con gái đại tá Trần Quang Khải gây chú ý lớn. Thời điểm đang học lớp 10, anh đã học xong chương trình lớp 11, 12. Cuối năm 2018, anh nhận được một khoản hỗ trợ chi phí học tập trị giá 7 tỷ đồng từ Đại học Pomona, một trường đại học tư thục nằm cạnh Los Angeles. Năm 2020, việc anh tham gia sử dụng Tinder gây xôn xao dư luận.
Trong giai đoạn đại dịch COVID-19 bùng phát, Nhật Nam trở về Việt Nam. Thời gian này, anh hỗ trợ gia đình sửa chữa máy tính và mua quần áo.

## Quan điểm
Năm 2013, Nhật Nam cho biết anh thích đọc sách về chính trị, khoa học, tin học mà không thích truyện tranh, vì "truyện tranh là con sâu đục phá tâm hồn".
Năm 2019, trên The Student Life, một tờ báo sinh viên của Liên minh Đại học Claremont, Nhật Nam đã phê phán việc giải phóng mặt bằng và thu hồi đất của chính quyền thành phố Hải Phòng đã gây ra nỗi phiền muộn cho ông bà anh và hàng xóm trong khu tập thể cũ. Anh cho rằng công tác quy hoạch đô thị của chính quyền không quan tâm đến tâm lý người dân mà chỉ xem tòa nhà tập thể cũ như "một cái gai trong quy hoạch chung" (eyesore).

## Đánh giá chung
Theo mẹ của anh, bà Phan Hồ Điệp - giảng viên Khoa Giáo dục đặc biệt, trường Đại học Sư phạm Hà Nội, sự thành công của Nhật Nam là nhờ phương pháp phát triển năng lực tư duy toàn diện cũng như kỹ năng và kiến thức sư phạm của bà đã rèn luyện con mình qua nhiều năm. Bà từng chia sẻ: "Đỗ Nhật Nam hoàn toàn không phải thần đồng".